# الحرب الطرابلسية الثانية
الحرب الطرابلسية الثانية، أو ثورة ورو بن سعيد، هي ثاني حرب خاضها بنو زيري في سبيل إبقاء طرابلس ضمن دولتهم.

## الخلفية
بعد أن غزا باديس بن المنصور طرابلس، سامح ورو بن سعيد وأقطعه مدينة نفزاوة، وعين محمد بن الحسن على طرابلس، وأغدق العطايا على الزناتيين، لكن ورو لم يضل مدة طويلة في نفزاوة فتخلى عنها، وأخذها النعيم بن كنون والي الجريد ولاحقا تولاها خزرون أخ ورو بعد أن خاصم شقيقه، وتولى بنو مجلية حكم قفصة فسيطرت زناتة على كل مدن الماء.

## الحرب
في نفس السنة، 400هـ / 1010، لجأ فلفل لدى قبيلة آيت دمر في جبل نفوسة وتحالف معهم ضد بنو زيري، ثم هاجم ورو طرابلس بالزناتيين الذين معه، فلقيه محمد بن الحسن وهزمه، وفر ورو وقُتل الكثير من جيشه.
وفي عام 403هـ / 1013 حاصر ورو طرابلس من جديد، فأرسل باديس ولاته الزناتيين في الجنوب: خزرون بن سعيد والنعيم بن كنون، ليوقفوا ورو، فالتقواه في عبرة (بين طرابلس وقابس)، وبدل أن يتحارب الجيشان، تحالفا، وعندما رأى انضمام جيشه لجيش أخيه عاد خزرون على أعقابه (وفي رواية أخرى انضم خزرون لأخيه مباشرة وعندما اكتشف باديس رحل جميع الزناتيين إلي طرابلس سنة 404هـ)، وأمره باديس بالقدوم معتقدا أنه تواطئ مع أخيه، فشعر خزرون أن هناك مكيدة ورفض القدوم ورحل عن نفزاوة سنة 404هـ / 1014، خاصة بعد سماعه أن فتوح بن أحمد قادم يقود جيشا زيريا، وحث كنون وبقية زناتة على الرحيل، ثم التحق بأخيه، وبعد لم الشمل قرر الأخوان محاصرة طرابلس. بعد علم باديس بالخيانة و كرد ففعل على فساد زناتة في الجنوب، أعدم باديس كل الرهائن من زناتة وأهمهم مقاتل بن سعيد أخ ورو، وفعلا بدأ الحصار ودافع محمد بن الحسن عن المدينة بكل ما أوتي من قوة.
لا أحد يعلم نتيجة الحصار، لكن رجح مؤرخون أنه انتهى بهزيمة فادحة لبنو خزرون، ودليل ذلك أن ورو اضطر أن يرسل بالبيعة إلى باديس مرة ثانية سنة 405هـ / 1015، ثم مات ورو واندلعت حرب خلافة على زعامة زناتة، وانشغل باديس عن طرابلس بحربه مع عمه حماد.